# Кодасооська сільська рада
Ко́дасооська сільська рада (ест. Kodasoo külanõukogu, рос. Кодасооский сельский совет) — сільська рада в Естонській РСР, адміністративно-територіальна одиниця в складі повіту Гар'юмаа (1945—1950) та Локсаського району (1950—1954).

## Населені пункти
Сільській раді підпорядковувалися населені пункти:
села: Кулламяе (Kullamäe), Гаапсе (Haapse), Койпсе Саар (Koipse Saar), Кабернееме (Kaberneeme), Саунья (Saunja), Каберла (Kaberla), Гааваканну (Haavakannu);
поселення: Валкла (Valkla asundus), Кодасоо (Kodasoo asundus), Румму (Rummu asundus).

## Історія
8 серпня 1945 року на території волості Куусалу в Гар'юському повіті утворена Кодасооська сільська рада з центром у поселенні Кодасоо.
26 вересня 1950 року, після скасування в Естонській РСР повітового та волосного поділу, сільська рада ввійшла до складу новоутвореного Локсаського сільського району.
17 червня 1954 року в процесі укрупнення сільських рад Естонської РСР Кодасооська сільська рада ліквідована, а її територія склала західну частину Куусалуської сільської ради.